# Smash Lab
Smash Lab è un programma televisivo statunitense, trasmesso su DMAX e Discovery Channel. L'idea del programma è quella di prendere la tecnologia di ogni giorno e testarla in modi straordinari.
La voce del narratore dell'edizione italiana è di Francesco Cataldo.

## Stagioni

### Prima stagione
Smash Lab è stato trasmesso per la prima volta negli Stati Uniti il 26 dicembre 2007. La squadra di Smash Lab, per la prima stagione, era composta da Deanne Bell, Chuck Messer, Nick Blair e Kevin Cook.

### Seconda stagione
Smash Lab venne rinnovato per una seconda stagione con il primo episodio il 5 agosto 2008. Per la seconda stagione, due membri della squadra venne sostituiti: Nick Blair e Kevin Cook vennero rimpiazzati da Reverend Gadget e Nathaniel Taylor (artigiano). Gadget è apparso in altri programmi di Discovery Channel, tra cui Big! e Monster House. Il narratore di questa stagione è il comico Ben Bailey, presentatore di Cash Cab.
Il programma non venne rinnovato per una terza stagione.

## Episodi
| Stagione         | Episodi | Prima TV USA | Prima TV Italia |
| ---------------- | ------- | ------------ | --------------- |
| Prima stagione   | 13      | 2007-2008    | 2012            |
| Seconda stagione | 7       | 2008-2009    | 2012            |